# Жандармерија (Србија)
Жандармерија  је полицијска јединица МУП-а Србије чије су надлежности обезбеђивање високо ризичних скупова (фудбалске утакмице и сл.), помоћ и спасавање у ситуацијама временских непогода и сузбијање тероризма и заједно са војском обезбеђивање копнене зоне безбедности.

## Историјат
Жандармерија (фр. gendarmerie, од фр. gens d'armes) порекло вуче од „Gendarmerie nationale“ основане у Француској 1791. године као дела оружаних снага за одржавање поретка, јавног реда и борбу против криминала. По угледу на Француску жандармерију Пруска ускоро уводи „Landgendarmerie“, 1812, италијанске земље „Corpo dei Carabinieri Reali“, 1814, а Аустрија и Русија 1815. Током револуционарних догађања и побуна 1848. године нагло расте број жандармеријских јединица и развија се њихова територијална организација.
Указом кнеза Михаила 1861. године основана је Жандармерија чији је основни задатак био да одржава јавни ред и мир у Београду. У тој београдској новооснованој чети било је 120 припадника од чега 15 коњаника, са посебним униформама и наоружањем. Ова јединица је већ наредне године спасла Београд, 1862, у време догађаја око Чукур чесме, јер је била једина способна организована и наоружана формација да се супротстави турској војсци из тврђаве. Остале снаге су затајиле: стајаћа војска појавила се тек после два дана, а народна војска се појавила тек када се све завршило. Жандармерија 1. априла 1864. године улази у састав војске и постаје један од четири рода. Кнез Милан, 5. јула 1882. године, по угледу на француску мобилну жандармерију издаје Указ по коме је основни задатак жандармерије чување јавног реда и мира, као и спречавање и гушење побуне. Већ, 1883. године, жандармерија успешно учествује у гушењу оружане побуне, познатој у историји као Тимочка буна. Од тада па све до средине 20. века жандармерија је учествовала у гушењу бројних оружаних побуна и великих уличних нереда чији је основни циљ био успостава јавног реда и мира као и заштита живота и имовине недужних грађана. Због гушења Тимочке буне, довело је до непопуларности жандармерије у народу, након чега ће главно оружје ове јединице, где год се појаве њени припадници, постати страх. У том периоду је и настао мит да када се појаве жандарми у неком крају становници тог места почињу сами да се закључавају у кућама. Законом о Жандармерији од 23. јуна и Уредбом о формацији полицијске жандармерије од 9. августа 1884. године, Чувари јавне безбедности су укинути и замењени полицијском жандармеријом као административним органом III степена, устројеном по узору на француску „Gendarmerie départementale“. Током 1896. године укинута је Уредба о пограничној стражи, а оснива се погранична жандармерија са командом у Београду, Међутим, већ 3. децембра 1899. године, овлашћења пограничне жандармерије преузела је новооснована Погранична трупа у саставу 4 специјалне чете као помоћни род војске.
Године 1905. на основу Закона о безбедности, ноћни стражари постају део Жандармерије, а 1912. године јединица добија одреде широм земље. Током Аустроугарске инвазије 1914. и 1915. припадници Жандармерије учествују активно у одбрани престонице. Јануара 1919. године Министарски савет доноси Уредба да се устали јединствена Жандармерија у целој земљи која је бројала 10.000 припадника. Нова жандармерија је постављена на полувојној основи са штабом команде у престоници и шест жандармеријских бригада, које су имале у свом саставу батаљоне, чете и водове. Уредба из 1919. је замењена Законом о Жандармерији 1922. године којим је потврђено њено устројство. Жандармерија је била саставни део војске сталног кадра и имала је задатак „да бди над јавном безбедношћу, да одржава јавни ред и мир и да обезбеђује извршење закона“, док је у погледу стручне наставе била потчињена министарству унутрашњих дела. Године 1923. укидају се бригаде и батаљони а формирају пукови, а нова Уредба o устројству Жандармерији из децембра 1929. године настала је као одговор на административну реорганизацију земље и поделу на бановине.
Жандармерија је већим делом била на буџету Министарства унутрашњих дела, док ју је Министарство војске снабдевало наоружањем, санитетским материјалом и ветеринарском опремом. Сама дисциплина, лични односи и војничка настава такође су били у надлежност војске и морнарице. Од жандарма се по унутрашњем правилнику очекивало да он у свакој прилици буде озбиљан, пристојан и уљудан, нарочито на светковини и саборима где је строго морао да избегава „сваку непромишљеност, суровост и задиркивање“. Осим по службеној потреби жандарми нису смели посећивати кафане; и ван службе су морали избегавати локале на „рђавом гласу“. Жандарм је морао до детаља познавати свој рејон: од топографских оријентира, преко свих угоститељских објекат и занатских радњи, железничког реда вожње, река и мостова, сточара и сл. У његовом домену је било и познавање месних „лопова, познатих беспосличара и блудница“, али и праћење лица под полицијским надзором. У правилима службе је наглашено да се ефикасност жандарма не мери бројем исписаних пријава, већ стањем безбедности у дотичном рејону. Официрски кадар жандармерије су чинили активни и резервни официри до чина поручника и жандармеријски наредници. За жандарме су углавном бирани поднаредници, мада су им чинове из војске признавали само титуларно. Служба се обнављала на три године, али након десет година постајала је стална и без рокова. Средином 1931. године жандармерија је бројала 18.203 жандарма од тога 442 официра и 35 војних чиновника као и 2.499 полицијских извршних службеника. Од касне 1939. носе се нове шапке.
Након Другог светског рата успостављен је потпуно нов систем управних власти и прекинут континуитет са предратном жандармеријом, мада ће новооснована Народна милиција и ОЗНА попут претходне јединице имати полувојно устројство. Законом о органима унутрашњих послова 18. јула 1956. године у Федеративној Републици Југославији било је предвиђено организовање посебних јединица милиције. Године 1972. оснивају се Посебне јединице милиције – ПЈМ, које ће се у Србији 3. јануара 1997. године преименовати у Посебне јединице полиције – ПЈП, а чији ће ударни састав чинити 6 бригада. Председник СР Југославије Слободан Милошевић одликовао је Орденом народних хероја чувену 124. интервентну бригаду Посебних јединица полиције. Јуна 2001. године уместо ПЈП-а који је расформиран основана је Специјална јединица Жандармерије. За разлику од ПЈП-а новооснована Жандармерија има сталан састав, а у њеном оквиру оснива се Противтерористичка јединица – ПТЈ, која ће одлуком Владе Србије 11. априла 2007. године бити издвојена.

## Надлежност
Жандармерија самостално или у сарадњи са другим јединицама МУП-а и осталим субјектима безбедности, планира, организује и извршава послове и задатке у условима када постоји непосредна опасност од настанка или су настале кризне ситуације, ванредни догађаји и стања повећаног ризика изазвани: претњом оружаном побуном, претњом од извршења или извршеним терористичким актима, криминалним активностима група или појединаца, јавним окупљањима, елементарним непогодама и другим несрећама и опасностима.
Поред наведених послова и задатака Жандармерија планира, припрема и организује употребу јединице у ванредном и ратном стању и у одбрани Републике Србије.

## Организација
Жандармерија се састоји од следећих унутрашњих организационих јединица:
Команда Жандармерије (у Београду);
Одред у Београду;
Одред у Новом Саду;
Одред у Нишу (у Алексинцу);
Одред у Краљеву;
Ронилачка јединица (у Београду).
Сваки од одреда има своју област одговорности, али се по потреби ангажују на територији целе државе док је зона одговорности Ронилчке јединице на читавој територији Републике Србије.

## Команданти

### Команданти Краљевине СХС/Југославије
- Генерал Драгутин Димитријевић Уча (1918—1921)
- Пуковник / Дивизијски генерал Драгољуб Узун-Мирковић (1921—1923)
- Пуковник / Дивизијски генерал Војислав Томић (1921—1923)
- Дивизијски генерал Михаило Филиповић (1928—1929)
- Дивизијски генерал Душан Марковић (1929—1935)
- Дивизијски генерал Јован Наумовић (1935—1938)
- Бригадни генерал Милутин Стефановић (1938—1940)
- Дивизијски генерал Владислав Костић (1940—1941)

### Републике Србије
- Генерал-потпуковник Горан Радосављевић (28. јун 2001 – 17. август 2004)
- Генерал полиције Боривоје Тешић (17. август 2004 – 23. јун 2008)
- Пуковник полиције Срђан Грекуловић (23. јун 2008 – 3. јун 2009) (в.д)
- Генерал полиције Братислав Дикић (3. јун 2009 – 17. јул 2013)
- Генерал полиције Миленко Божовић (17. јул 2013 – 12. март 2015) (в.д. до 2. августа 2013)
- Пуковник полиције Горан Драговић (12. март 2015 – 2. август 2018)
- Генерал полиције Дејан Луковић (2. август 2018 – 7.септембар 2023)
- Пуковник полиције Саша Косовић (7.септембар 2023)